# Hifikepunye Pohamba

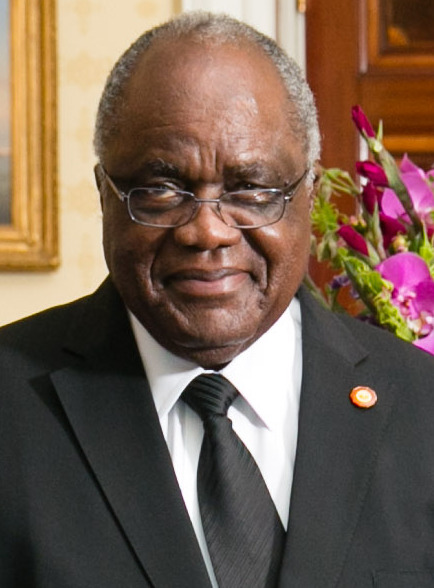
Hifikepunye Pohamba (2014)

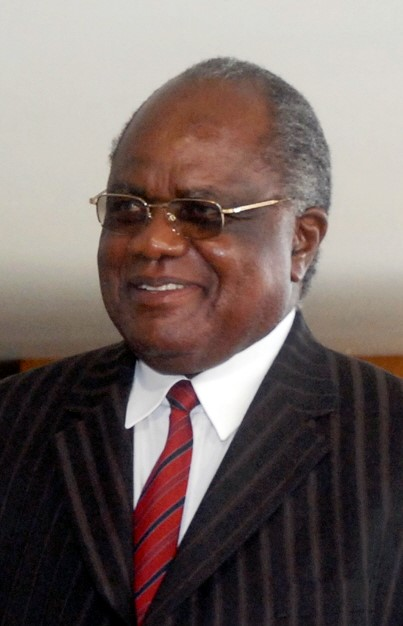
Hifikepunye Pohamba (2009)

Hifikepunye Lucas Pohamba (* 18. August 1935 in Okanghudi, Ohangwena, Südwestafrika) ist ein namibischer Politiker. Pohamba war vom 21. März 2005 bis 21. März 2015 Präsident Namibias.

## Leben
Pohamba, der sich eigentlich aus der Politik zurückziehen und auf seiner Farm Rinder züchten wollte, ließ sich auf Bitten des amtierenden Präsidenten Nujoma als Präsidentschaftskandidat aufstellen. Er gewann die Präsidentschaftswahl in Namibia 2004 mit 76,4 % der Stimmen.
Von 1947 bis 1954 besuchte er die Missionsschule „Anglican Holy Cross“ in Onamunama, Ovamboland. 1959 gehörte er zu den Gründungsmitgliedern der gegen die südafrikanische Besatzungsmacht gerichteten Befreiungsbewegung SWAPO (South-West Africa People’s Organisation – Südwestafrikanischen Befreiungsbewegung). 1961 ging Pohamba ins Exil. Die folgenden Jahre verbrachte er in Tansania und Angola. Von 1964 bis 1978 war er SWAPO-Repräsentant in verschiedenen afrikanischen Ländern. Sein Studium der Politikwissenschaften verbrachte er von 1981 bis 1982 an der Universität der Völkerfreundschaft in Moskau, UdSSR. In der Zeit von 1975 bis 1989 war er SWAPO-Sekretär für Finanzfragen. Als Wahlkampfbeauftragter der SWAPO arbeitete er von 1989 bis 1990 und diente Präsident Nujoma von 1990 bis 1995 als Minister für Innere Angelegenheiten, von 1995 bis 1998 als Minister für Fischereiwesen, von 1998 bis 2000 als Minister ohne Portfolio und von 2001 bis 2005 als Minister für Landangelegenheiten. Außerdem war er in der Zeit von 1997 bis 2002 SWAPO-Generalsekretär und 2002 bis 2007 SWAPO-Vizepräsident, danach löste er Nujoma im Amt des Parteipräsidenten ab. Damit entkräften sich Spekulationen um eine erneute Kandidatur Nujomas für das Amt des Staatspräsidenten, da dieser sich den Gepflogenheiten folgend vorher wieder als Parteipräsident wählen lassen müsste.
Pohamba ist seit 1983 mit Penehupifo Pohamba (geborene Hasho) verheiratet und Vater von sechs Kindern. Seine Frau ist die Witwe eines SWAPO-Kämpfers, die drei Kinder in die Ehe mit ihm einbrachte.
Pohamba stellte Ende September 2024 seine Autobiographie Footprints of Hifikepunye Pohamba, Ondjila Eyi A Enda vor.

## Auszeichnungen und Ehrungen
- 2010 FANRPAN Food Security Policy Leadership Award
- 2011 Top 5 Annual African Leaders' Scorecard[3]
- 2014 Order of the Lion; höchste Auszeichnung Swasilands
- 2015 Prize for Achievement in African Leadership der Mo Ibrahim Foundation

Nach Pohamba wurde im Oktober 2022 der Abschnitt der Nationalstraße B2 zwischen Swakopmund und Walvis Bay benannt. Er trägt den Namen Dr. Hifikepunye Pohamba Freeway.